# Luanzhou
Luanzhou (滦州市S, LuánzhōuP) è una città-contea della Cina, situata nella provincia di Hebei e amministrata dalla prefettura di Tangshan.